# 戴仁壽
戴仁壽（白話字：Tè Jîn-siū，1883年12月6日—1954年4月23日），綽號戴土公，是一位來自加拿大紐芬蘭的醫師兼傳教士。他是臺灣痲瘋病療養院樂山園的創建者，亦是白話字教科書《內外科看護學》（Lāi-gōa-kho Khàn-hō͘-ha̍k）的作者之一。

## 行醫生平
1911年至1918年，戴仁壽醫生服務於台灣台南新樓醫院。1924年，擔任台北馬偕醫院院長。在台行醫期間，發現台灣痲瘋病的問題，並求助於美國癩病救治會(American Mission To Lepers)，致力於成立專門防治機構，1924年在倫敦癲病救治會(The Mission to Lepers)的幫助下，馬偕醫院的癩病專門診療所於1927年正式啟用。
在多年考查與明有德（Hugh MacMillan)和郭水龍牧師的協助下，戴仁壽醫生成立的癩病療養院樂山園，於1934年3月於台北州淡水郡八里庄啟用，強調「自治」與「自養」的癩病園生活型態。

## 歸鄉
太平洋戰爭爆發後，戴仁壽夫婦於1940年年底與其他傳教士離開台灣。戰後，1946年，樂山療養院重新設立。
1953年，由於樂山園所屬土地將被國民政府「公地放領」，戴仁壽夫婦回台奔走，與國民政府交涉以保住樂山園產權，並在孫理蓮宣教士陪同下訪問新北迴龍的樂生療養院，共同放下聖望教堂的奠基石。同年9月，戴仁壽夫人病逝。
1954年4月23日，戴仁壽牧師搭船返加拿大途中因急性盲腸炎辭世，遺骸運回臺灣，夫婦兩人安葬於樂山療養院紀念園中。

## 著作
《內外科看護學》（Lāi-gōa-kho Khàn-hō͘-ha̍k）1917年10月5日在日本橫濱印刷。同年10月8日在台灣發行。部份章節有拉丁字母、華文、英文對照。全書676頁，500多張圖。內容包括小兒科、婦產科、急診醫學、精神衛生、解剖學等等。

## 外部連結
- Lāi-goā-kho Khàn-hō-hak全版 （页面存档备份，存于）